# Catalogul Colecției Biblioteca pentru toți (Jurnalul Național)
În luna martie a anului 2009, ziarul Jurnalul Național a lansat sub marca "Biblioteca pentru toți" o colecție de cărți, cuprinzând peste 100 de titluri, majoritatea acestora având autori români. Fiecare volum este editat în format 12x20 cm, iar pe coperte sunt reproduse creații ale unor pictori români.
Numerotarea seriei publicate de Intact Media Group, proprietarul ,,Jurnalului Național“, începe cu volumul 1, deși în varianta Editurii Minerva, colecția a depășit numărul 1.700. Pentru a evita conflictul cu colecția originală, emblema BPT de pe cărțile publicate de Jurnalul Național a fost modificată, astfel încât s-a păstrat doar sintagma BPT, iar ovalul cu fond negru, în interiorul căruia scria „fondată în 1895” și „serie nouă”, a fost înlocuit cu imaginea unei cărți deschise la 360 de grade. 

## Lista cărților
1. Cel mai iubit dintre pământeni * - Marin Preda
2. Cel mai iubit dintre pământeni ** - Marin Preda
3. Cel mai iubit dintre pământeni *** - Marin Preda
4. Maitreyi - Mircea Eliade
5. Pânza de păianjen - Cella Serghi
6. Lorelei - Ionel Teodoreanu
7. Craii de Curtea-Veche - Mateiu Caragiale
8. Îngerul a strigat - Fănuș Neagu
9. Trei dinți din față - Marin Sorescu
10. Adam și Eva - Liviu Rebreanu
11. Rusoaica - Gib Mihăescu
12. Delirul - Marin Preda
13. Nuntă în cer - Mircea Eliade
14. Elevul Dima dintr-a șaptea - Mihail Drumeș
15. Ultima noapte de dragoste, întâia noapte de război - Camil Petrescu
16. Necuvintele - Nichita Stănescu
17. Cartea Mironei - Cella Serghi
18. Viața la țară + Tănase Scatiu + În război - Duiliu Zamfirescu
19. Cișmigiu & Comp. - Grigore Băjenaru
20. Maidanul cu dragoste - George Mihail Zamfirescu
21. Prins - Petru Popescu
22. Toate pânzele sus * - Radu Tudoran
23. Toate pânzele sus ** - Radu Tudoran
24. Romanul adolescentului miop - Mircea Eliade
25. Scrisoare de dragoste - Mihail Drumeș
26. Adela - Garabet Ibrăileanu
27. Romante pentru mai târziu - Ion Minulescu
28. Donna Alba - Gib Mihăescu
29. Viața pe un peron - Octavian Paler
30. Plumb - George Bacovia
31. Moromeții * - Marin Preda
32. Moromeții ** - Marin Preda
33. Cronica de familie * - Petru Dumitriu
34. Cronica de familie ** - Petru Dumitriu
35. Cronica de familie *** - Petru Dumitriu
36. Ciocoii vechi și noi - Nicolae Filimon
37. Calea victoriei - Cezar Petrescu
38. Moartea căprioarei - Nicolae Labiș
39. Amintiri din copilărie - Ion Creangă
40. La Medeleni * - Ionel Teodoreanu
41. La Medeleni ** - Ionel Teodoreanu
42. La Medeleni *** - Ionel Teodoreanu
43. O moarte care nu dovedește nimic - Anton Holban
44. Poezii - Mihai Eminescu
45. Chira Chiralina - Panait Istrati
46. Noaptea de Sânziene * - Mircea Eliade
47. Noaptea de Sânziene ** - Mircea Eliade
48. Invitația la vals - Mihail Drumeș
49. Moara cu noroc - Ioan Slavici
50. Ce mult te-am iubit - Zaharia Stancu
51. Marele singuratic - Marin Preda
52. Voica + Pontiful - Henriette Yvonne Stahl
53. Europolis - Jean Bart
54. Enigma Otiliei - George Călinescu
55. La Lilieci * - Marin sorescu
56. La Lilieci ** - Marin Sorescu
57. Patul lui Procust - Camil Petrescu
58. Concert din muzică de Bach - Hortensia Papadat-Bengescu
59. Pădurea spânzuraților - Liviu Rebreanu
60. Balade vesele și triste - George Topîrceanu
61. Zahei Orbul - Vasile Voiculescu
62. Momente și schițe + Nuvele și povestiri - Ion Luca Caragiale
63. Noduri și semne - Nichita Stănescu
64. Fiul risipitor - Radu Tudoran
65. Viața ca o pradă - Marin Preda
66. Zilele și nopțile unui student întârziat - Gib Mihăescu
67. Cireșarii * : Cavalerii florii de cireș - Constantin Chiriță
68. Cireșarii ** : Castelul fetei în alb - Constantin Chiriță
69. Cireșarii *** : Roata norocului - Constantin Chiriță
70. Cireșarii **** : Aripi de zăpadă - Constantin Chiriță
71. Cireșarii ***** : Drum bun, Cireșari - Constantin Chiriță
72. Iubim * - Octav Dessila
73. Iubim ** - Octav Dessila
74. Iubim *** - Octav Dessila
75. Dulce ca mierea e glonțul patriei - Petru Popescu
76. Întoarcerea din rai - Mircea Eliade
77. Întâlnirea din pământuri - Marin Preda
78. Mara - Ioan Slavici
79. Întunecare * - Cezar Petrescu
80. Întunecare ** - Cezar Petrescu
81. Poezii - Octavian Goga
82. Ultimele sonete ale lui Shakespeare. Traducere imaginară - Vasile Voiculescu
83. Suflete tari. Jocul ielelor. Act venețian. Danton - Camil Petrescu
84. Proză - Mihai Eminescu
85. Șatra - Zaharia Stancu
86. Creanga de Aur. Ostrovul Lupilor - Mihail Sadoveanu
87. Huliganii - Mircea Eliade
88. Imposibila intoarcere - Marin Preda
89. Poemul Invectivă - Geo Bogza
90. Repetabila povară - Adrian Păunescu
91. Teatru - Ion Luca Caragiale
92. Balade și idile. Fire de tort. - George Coșbuc
93. Un port la răsărit - Radu Tudoran
94. Frumoșii nebuni ai marilor orașe - Fănuș Neagu
95. Groapa - Eugen Barbu
96. Frații Jderi * - Mihail Sadoveanu
97. Frații Jderi ** - Mihail Sadoveanu
98. Frații Jderi *** - Mihail Sadoveanu
99. Cântice țigănești și alte poeme - Miron Radu Paraschivescu
100. Domnișoara Christina. Șarpele - Mircea Eliade
101. Cele mai frumoase poezii de dragoste - Adrian Păunescu
102. Risipitorii - Marin Preda
103. Fețele tăcerii * - Augustin Buzura
104. Fețele tăcerii ** - Augustin Buzura
105. Țiganiada - Ion Budai-Deleanu
106. Zodia Cancerului sau vremea Ducăi-Vodă - Mihail Sadoveanu
107. Biserica Neagră. Echinoxul nebunilor și alte povestiri - Anatol Baconsky
108. Principele - Eugen Barbu
109. Excelsior - Alexandru Macedonski
110. Teatru - Vasile Alecsandri
111. Ultrasentimente. Mieii Primi. Fântâna somnambulă - Adrian Păunescu
112. Bunavestire * - Nicolae Breban
113. Bunavestire ** - Nicolae Breban
114. Pe drumuri de munte - Calistrat Hogaș
115. Baltagul. Cazul Eugeniței Costea - Mihail Sadoveanu
116. Intrusul - Marin Preda
117. Dincolo de nisipuri - Fănuș Neagu
118. Vânătoarea regală - Dumitru Radu Popescu
119. Oase plângând - Nichita Stănescu
120. Cazul Magheru - Mihail Drumeș
121. Poezii cu un singur punct - Adrian Păunescu
122. Dumineca Orbului - Cezar Petrescu
123. România pitorească. Schițe și povestiri - Alexandru Vlahuță
124. Neamul Șoimăreștilor - Mihail Sadoveanu
125. Galeria cu viță sălbatică - Constantin Țoiu
126. Iubire magică - Vasile Voiculescu
127. Anotimpuri - Radu Tudoran
128. Balanța - Ion Băieșu
129. Cele patru anotimpuri.Proiecte de trecut - Ana Blandiana
130. Țara de dincolo de negură. Hanu-Ancuței - Mihail Sadoveanu
131. Poezii - Vasile Voiculescu
132. Cimitirul Buna-Vestire - Tudor Arghezi
133. Cuvinte potrivite. Flori de mucigai - Tudor Arghezi
134. Întâmplări în irealitatea imediată. Vizuina luminată - Max Blecher
135. Hagi-Tudose. Nuvele și schițe - Barbu Ștefănescu-Delavrancea
136. Cele mai frumoase poezii de dragoste (II) - Adrian Păunescu
137. Țări de piatră, de foc și de pământ - Geo Bogza
138. Culegere de proverburi sau Povestea vorbii - Anton Pann
139. Pasteluri sau poezii populare ale românilor - Vasile Alecsandri
140. Meditații și elegii. Satire și fabule - Grigore Alexandrescu
141. Din lumea celor care nu cuvântă. Schițe și povestiri - Emil Gârleanu
142. La țigănci. Pe strada Mântuleasa. În curte la Dionis - Mircea Eliade
143. Orașul cu fete sărace - Radu Tudoran
144. Balta-Albă. Călătorie în Africa și alte scrie - Vasile Alecsandri
145. Iarna bărbaților - Ștefan Bănulescu
146. Cartea Oltului - Geo Bogza
147. Poezii - Mihai Eminescu
148. Întâlnire târzie - Nicolae Velea
149. Sfârșit de veac în București - Ion Marin Sadoveanu
150. Spovedanie pentru învinși. Trecu și viitor - Panait Istrati
151. Accidentul - Mihail Sebastian
152. Gorila - Liviu Rebreanu
153. Jar. Amândoi - Liviu Rebreanu
154. Arta conversației - Ileana Vulpescu
155. Poezii - Mihai Eminescu
156. Gențiane - Cella Serghi
157. Jurnal intim * - Marin Preda
158. Jurnal intim ** - Marin Preda
159. Mite. Bălăuca - Eugen Lovinescu
160. Cel mai iubit dintre pământeni * - Marin Preda
161. Cel mai iubit dintre pământeni ** - Marin Preda
162. Cel mai iubit dintre pământeni *** - Marin Preda
163. Ion - Liviu Rebreanu
164. Istoria se repetă. Momente, schițe, amintiri - Ion Luca Caragiale
165. Isabel și apele diavolului - Mircea Eliade
166. Iubiți-vă pe tunuri! - Adrian Păunescu
167. Învierea - Lev Tolstoi
168. Educație sentimentală - Gustave Flaubert
169. Bel-Ami - Guy de Maupassant
170. Dama cu camelii - Alexandre Dumas-fiul
171. Anii - Virginia Woolf
172. La răscruce de vânturi - Emily Bronte
173. Oameni din Dublin - James Joyce
174. Amintiri din casa morților - Fiodor Dostoievski

## Vezi și
- Catalogul Colecției Biblioteca pentru toți (Editura Minerva)
- Catalogul colecției Romanul de dragoste (Editura Eminescu)
- Biblioteca pentru toți copiii
- Biblioteca școlarului
- Lista volumelor publicate în Colecția SF (Editura Tineretului)